# Transport kolejowy na Fidżi

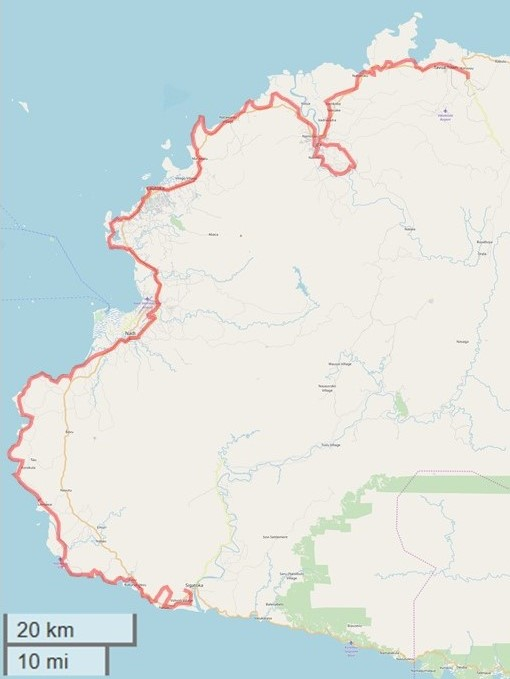
Trasa Rarawai-Kavanagasau Light Railway

Transport kolejowy na Fidżi – zespół linii transportu szynowego, funkcjonujący w państwie Fidżi. Służy głównie transportowi trzciny cukrowej do młynów. 

## Transport towarowy
Koleje wąskotorowe są wykorzystywane do transportu trzciny cukrowej z pól począwszy od 1876, kiedy to w posiadłości Selia Levu na wyspie Taveuni zbudowano 2,4 kilometra linii w trakcji konnej. Holmhurst Mill na Tavenui dysponował swoją siecią od 1882. Rozstaw szyn wynosił tam 762 mm (2 stopy i 6 cali). Na wyspie Mago wybudowano również podobny system. Większość linii trzcinowych na wyspach Viti Levu i Vanua Levu miała rozstaw szyn 610 mm (dwie stopy). Zastosowano trakcję parową, a później spalinową, z silnikami wysokoprężnymi. Większość linii i młynów trzcinowych została zbudowana przez australijskie przedsiębiorstwo Colonial Sugar Refining Company (CSR). W 1973, kiedy CSR wycofała się z Fidżi, koleje przejęła Fiji Sugar Corporation. Wiele z linii znajdowało się w pasie drogowym, na co miejsce zapewniał rząd Fidżi. Powszechne były mosty drogowo-kolejowe. W 1988 na Fidżi było 645 km stałych linii kolei trzcinowej, a w 2020 działało ponad 300 km.
Kopalnia Złota Emperor, w Vatukoula, w północnym Viti Levu, korzystała z podziemnych linii wąskotorowych o rozstawie 610 mm, z 21 lokomotywami bateryjnymi.
Linie wąskotorowe zostały zbudowane również w celu rekultywacji terenów w Suvie i Lautoka, budowy lotniska w Nadi (1941-1942), tunelowania systemu kanalizacyjnego Suvy, jak również dla elektrowni wodnej Monasavu w latach 80. XX wieku.
W pierwszych latach XXI wieku transport trzciny był przenoszony z kolei na drogi, co prowadziło do powstawania korków, a także problemów z zanieczyszczeniem środowiska i żądaniami przewoźników dotyczących dotowania importowanego paliwa. Z tego powodu rząd Fidżi zwrócił się do Fiji Sugar Corporation o odnowienie torowisk i parku taborowego oraz o wprowadzenie zachęt do transportowania trzciny koleją. Przyniosło to pożądane skutki - sieć (300 km) jest używana i odpowiada za co najmniej połowę całkowitej liczby transportowanej masy towarowej związanej z produkcją cukru.

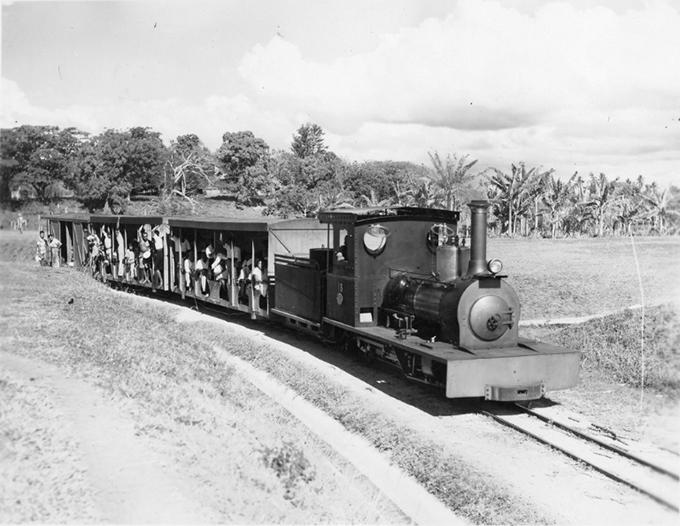
Rarawai–Kavanagasau Light Railway, Rarawai Mill, 1947
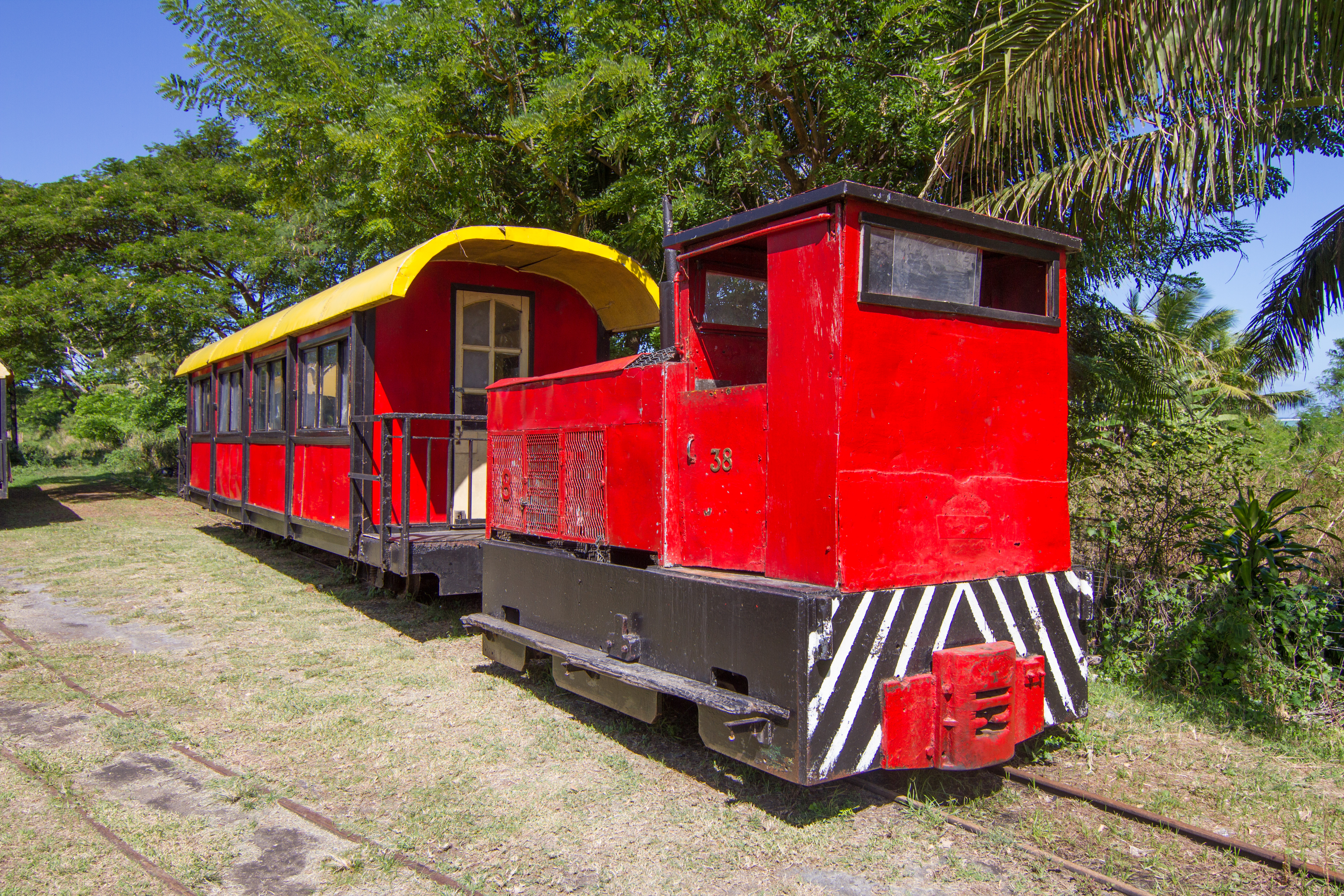
Coral Coast Railway, Sigatoka
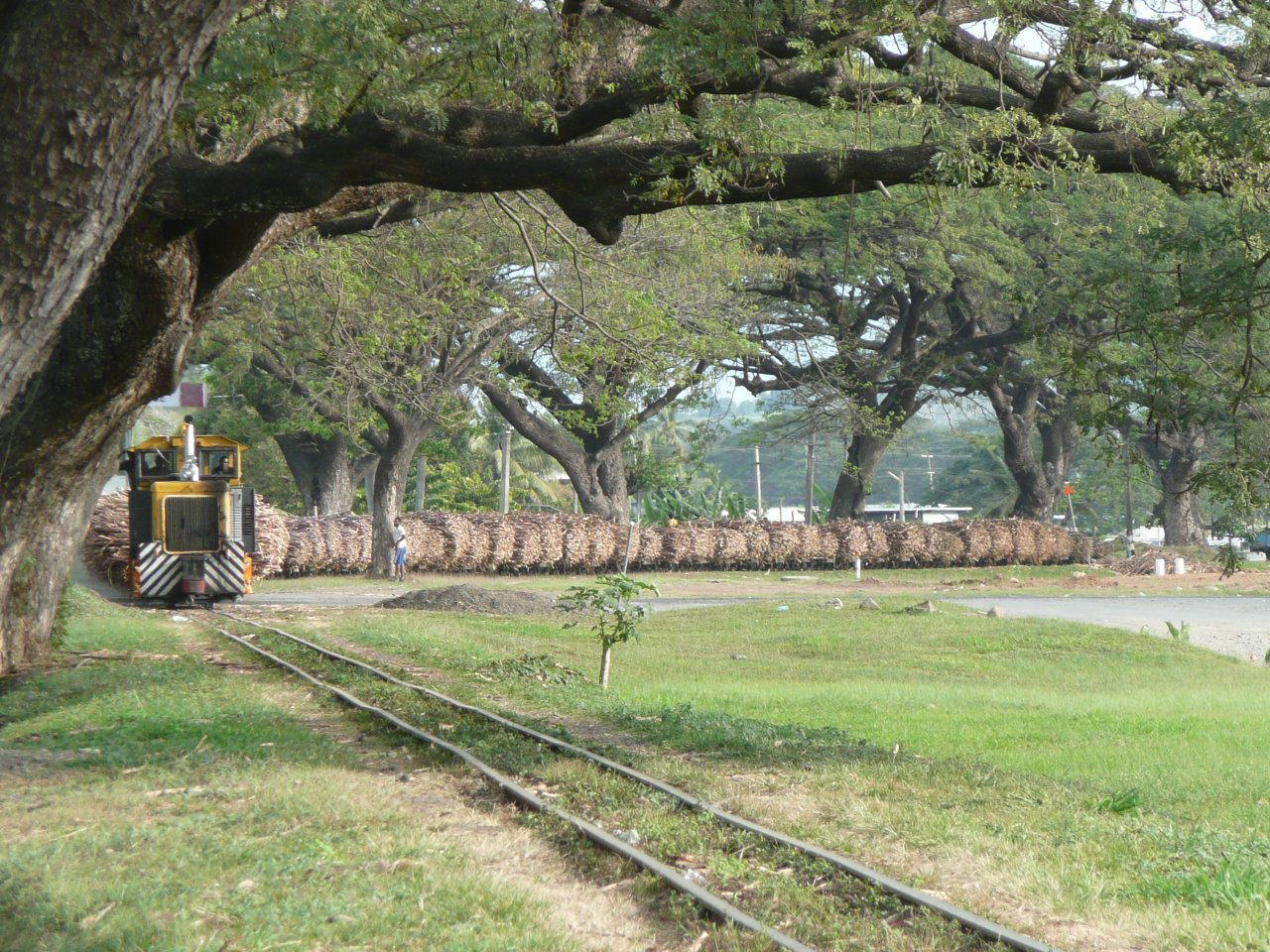
Lokomotywa nr 11 Fiji Sugar Corporation z transportem trzciny cukrowej (2008)
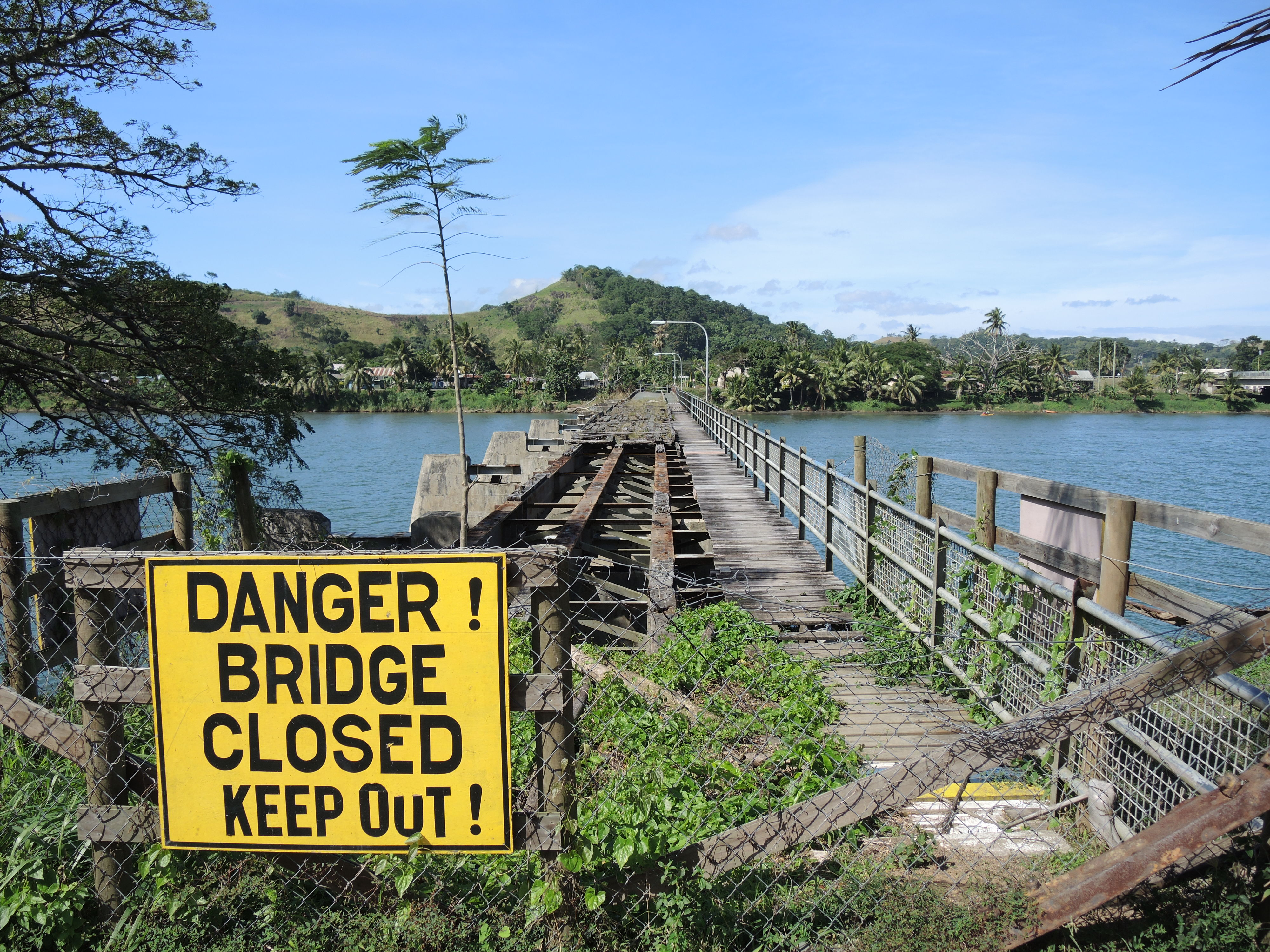
Nieczynny most w Sigatoka

## Transport pasażerski

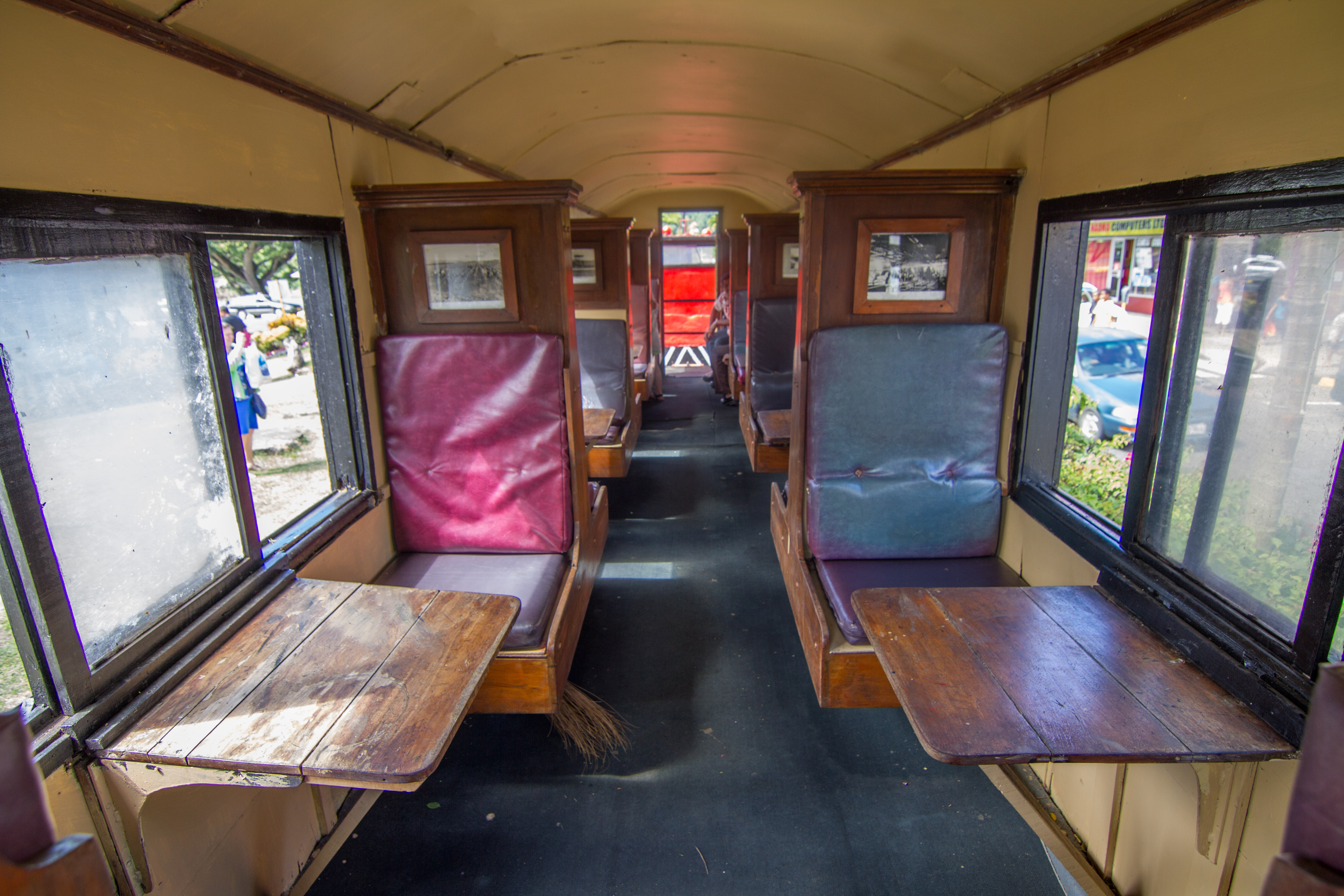
Wnętrze wagonu pasażerskiego Coral Coast Railway

Część kolei trzcinowych wykonywało przewozy pasażerskie, np. Free Train od 1915 realizujący jedno lub dwa połączenia tygodniowo z Lautoki do Kavanagasau i Rarawai na linii Rarawai–Kavanagasau Light Railway. Usługa ta została zlikwidowana w 1973. W latach 70. XX wieku ośrodek wypoczynkowy na wyspie Malololailai w Zatoce Nadi zbudował krótki tramwaj łączący lotniskowy pas startowy z kompleksem wypoczynkowym, o rozstawie  610 mm. Coral Coast Railway Company, na Viti Levu, od 1986 obsługuje kolejowe wycieczki na plażę Natadola (16 km), a także do Sigatoka. 
Turystyczny pociąg pasażerski kursował z plaży Cuvu na południowym wybrzeżu Viti Levu co najmniej do połowy 2010, ale prawdopodobnie został zastąpiony elektrycznymi drezynami rowerowymi. 
W 1884 przedsiębiorstwo Levuka Tramway Company obsługiwała tramwaj o rozstawie 762 mm w ulicach Levuka, głównie aby połączyć magazyny z nabrzeżami. Podobne tramwaje zbudowano w Suvie w latach 80. XIX wieku, a oficjalnie uruchomiono je w 1891. Oba miały trakcję konną.
W 2013 władze Fidżi wspominały o budowie kolei podmiejskiej w Sigatoka, która miała zostać zrealizowana do 2016.